# Tríptico de la vida de la Virgen
Tríptico de la vida de la Virgen es un óleo sobre tabla del pintor holandés Dirk Bouts. Fue ejecutado hacia 1445 y se encuentra en la colección del Museo del Prado.

## Descripción
Fue creado en torno a 1445 y es considerado como la primera obra que se conserva de Dirk Bouts. El tríptico consta de cuatro escenas de la vida de la Virgen María que resaltan su papel en la Redención. Las escenas son la Anunciación, la Visitación, la Adoración de los ángeles y la Adoración de los Reyes Magos. Los portales esculpidos derivan del Tríptico de Miraflores de Rogier van der Weyden. Hay grandes afinidades con La Natividad en Washington de Petrus Christus, llegando incluso a ser atribuida la pintura a Christus. Erwin Panofsky consideraba que la fuerte conexión era evidencia de que el joven Dirk Bouts se unió a Petrus Christus al principio de su carrera.

## Galería

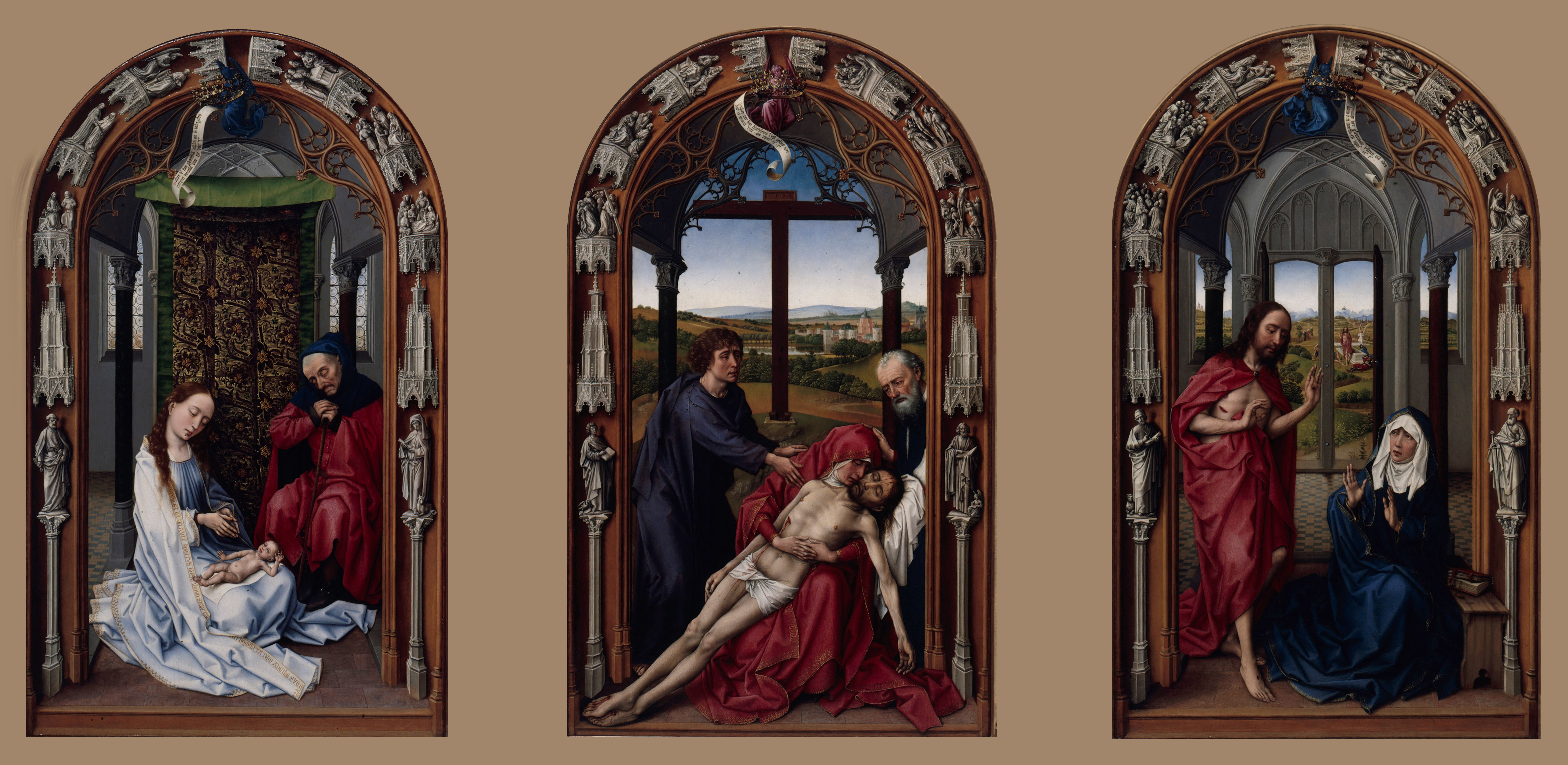
Rogier van der Weyden, Tríptico de Miraflores, óleo sobre tabla, 38,7 × 30,3 cm, Gemäldegalerie de Berlín
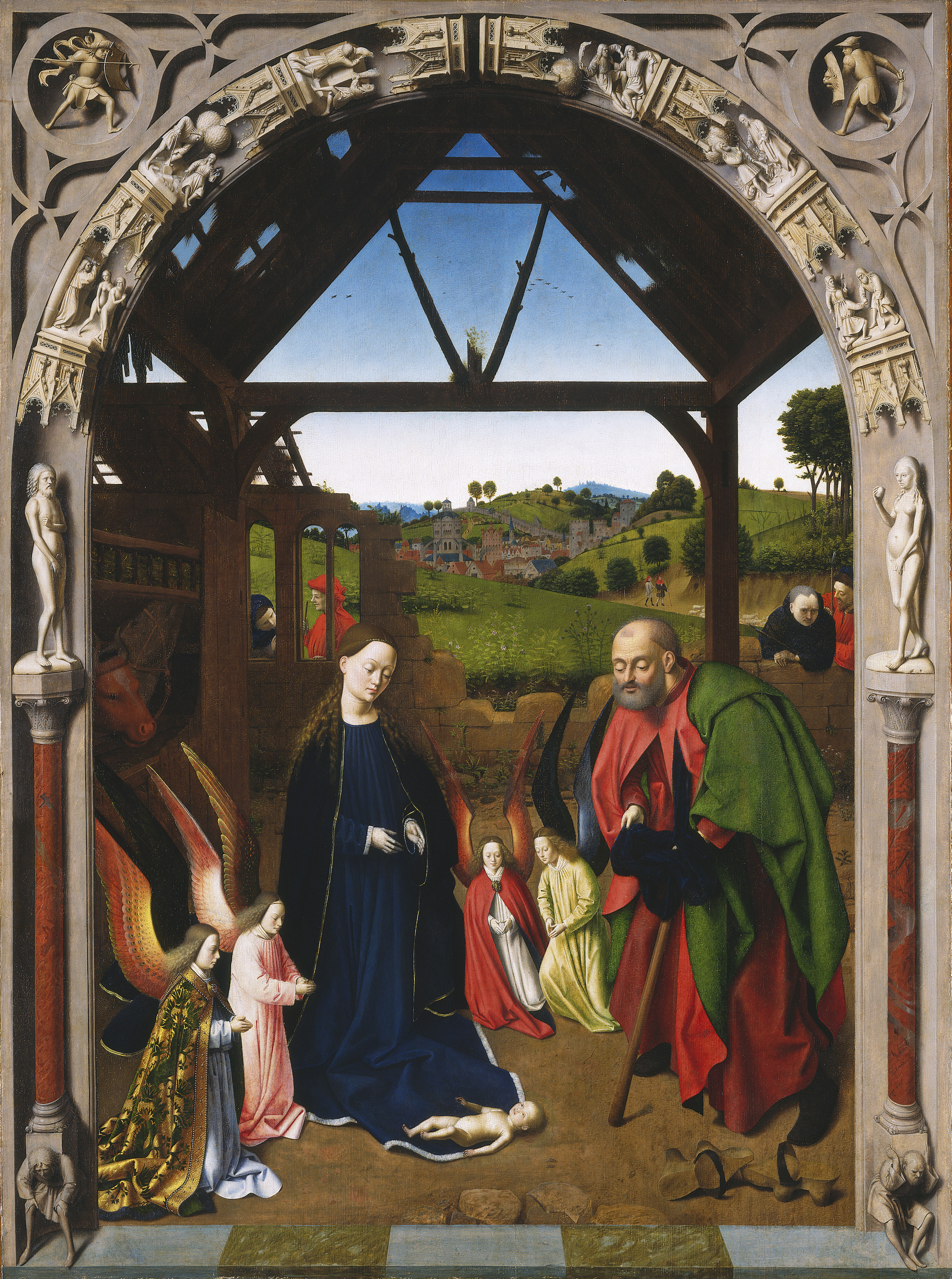
Petrus Christus, Natividad, óleo sobre tabla, 127,6 x 94,9 cm, Galería Nacional de Arte, Washington, DC